# 薬師寺順
薬師寺 順（やくしじ じゅん、1959年6月2日 - ）は、大阪府出身の男性俳優、声優。大阪エヌ・エー・シーを経て、希楽星に所属。身長167cm。体重68kg。血液型はA型。師は横山ノック、石井均。

## 映画
- 舞妓Haaaan!!!（2007年、東宝）- 大阪支社社員 役
- いないないBARで、もう一杯!（2009年）
- アウトレイジ ビヨンド（2012年、浪速弁方言指導）
- アウトレイジ 最終章（2017年、浪速弁方言指導）
- 青春の門

## テレビ

### テレビドラマ
- 斬り捨て御免!
- ゆるしません!
- 事件ですよ!（1981年 -1982年、関西テレビと宝塚映画製作所の共同製作）
- TBS木曜9時枠の連続ドラマ
  - 渡る世間は鬼ばかり
    - 小西医師 役
    - 岡倉の客 役
- D-girls アイドル探偵三姉妹物語（2001年、テレビ東京）- 悪徳代議士 役
- あなたの人生お運びします!（2003年、TBS）- 夫 役 ※方言指導も担当
- 木曜劇場（フジテレビ）
  - ムコ殿2003（2003年）- 医師 役
  - 恋におちたら〜僕の成功の秘密〜（2005年）- 社員 役
- 月曜ドラマシリーズ 夢みる葡萄 〜本を読む女〜（2003年、NHK総合）
- NHK夜の連続ドラマ ドリーム〜90日で1億円〜（2004年、NHK総合）
- 月曜ドラマシリーズ 菊亭八百善の人びと（2004年、NHK総合）- 客 役
- ウルトラマンネクサス 第3話「巨人 - ウルトラマン - 」（2004年10月16日、中部日本放送）- 目撃者の酔っ払い 役
- 日曜劇場（TBS）
  - Mの悲劇（2005年）- 乗客 役
  - 特上カバチ!!（2010年）- 運輸会社所長 役
- 涙そうそう この愛に生きて（2005年、TBS）
- ブラザー☆ビート（2005年、TBS）- 医師 役
- 赤い霊柩車第20作「血の鎮魂歌」（2005年10月14日、フジテレビ）- 京都愛育園 園長 役
- 積木くずし真相 〜あの家族、その後の悲劇〜（2005年、フジテレビ）
- 金曜エンタテイメント特別企画 秋のヒューマンドラマスペシャル「ずっと逢いたかった。」（2005年、フジテレビ）
- 金曜プレステージ（フジテレビ）
  - ひみつな奥さん1～銀座No.1ホステスが警官の妻に!（2006年）- 客 役
  - 松本清張没後20年特別企画 疑惑（2012年11月9日）
- のだめカンタービレ（2006年、フジテレビ）- 方言指導
- ドラマ30 がきんちょ〜リターン・キッズ〜（2006年、TBS）- 審査員 役
- 月曜ゴールデン 離婚妻探偵 第1作「浮気調査の潜入先は…死を呼ぶお見合いパーティー!」（2006年、TBS）
- 喰いタン（2006年、日本テレビ）
- ドラマ24 BOYSエステ（2007年、テレビ東京）
- 金曜ドラマ（TBS）
  - 特急田中3号（2007年）- 面接官 役
  - 流星の絆（2008年）- 教頭 役
- 愛の劇場 結婚式へ行こう!（2007年、TBS）- 医師 役
- 地獄の沙汰もヨメ次第（2007年、TBS）- マネージャー 役
- だいすき!! ゆずの子育て日記（2008年、TBS）- 蕎麦店店主 役
- オー!マイ・ガール!!（2008年、日本テレビ）- プロデューサー 役
- 仮面ライダーキバ第25話「ファンファーレ・女王の目醒め」（2008年7月20日、テレビ朝日系列）- 弁当屋店員 役
- フジテレビ月曜9時枠の連続ドラマ
  - CHANGE（2008年）- 北沢真治 役
  - 大切なことはすべて君が教えてくれた（2011年）- 保護者 役
  - PRICELESS〜あるわけねぇだろ、んなもん!〜（2012年）
- 水曜ミステリー9 北アルプス山岳救助隊・紫門一鬼第11作「谷川岳〜白馬岳〜常念岳 謎の殺人メッセージ」（2009年、テレビ東京）- 中信中央病院 院長・藤波達郎 役
- 超人ウタダ第5話 - 第7話（2009年、WOWOW）- 大神一郎 役
- 坂の上の雲（2009年、NHK）- 佐藤紅緑 役（準レギュラー）
- NHK大河ドラマ 天地人（2009年、NHK総合）- 順蔵 役
- 連続テレビ小説 ゲゲゲの女房（2010年、NHK総合）- 浅井三郎 役
- 水曜ドラマ 曲げられない女 第2話（2010年、日本テレビ）- 諸井商事社長 役
- 土曜プレミアム 土曜プレミアム・熱血教師スペシャル第2夜 夢の見つけ方教えたる!（2010年、フジテレビ）
- ドラマチック・サンデー 僕とスターの99日（2011年、フジテレビ）- 不動産屋 役
- 償い（2011年、NHK BSプレミアム）
- 土曜ドラマ 神様の女房（2011年、NHK総合）- 社長 役
- ヒトリシズカ（2012年、WOWOW）
- あまちゃん（2013年、NHK総合）-「ハートフル」東京EDOシアターの警備員 役 準レギュラー
- ガリレオ第2シーズン 第二章「指標す（しめす）」（2013年4月22日、フジテレビ）
- さんすう刑事ゼロ第19話「蔵の秘宝をとりもどせ～角柱～」（2014年2月17日）- 太司から骨董品の鑑定を依頼された鑑定士・古谷藤吉 役
- できごころ
- 水着でアタック - 悪徳理事長 役 レギュラー
- あまちゃんで紅白歌合戦内のドラマ出演

### バラエティ番組
- ノンストップゲーム（関西テレビ）
- ザ!世界仰天ニュース（日本テレビ）
- 奇跡体験!アンビリバボー（フジテレビ）
- 行列のできる法律相談所（日本テレビ）
- 世界バリバリ★バリュー（毎日放送）- ボイスオーバー
- たけしの誰でもピカソ（テレビ東京）- ボイスオーバー
- 女将と歩くやっぱり行きたい温泉地シリーズ（CS旅チャンネル）- レギュラーレポーター 役

## 舞台
- 暁照夫50周年公演
- 朝丘雪路公演 - 相手 役
- あの夏の樹 CREDIT - 岡本孝夫 役
- 劇団ヨシザワ公演
  - 北林早苗の相手 役
  - 久保菜穂子の相手 役
- 小櫻京子劇団29回公演・歌謡スタジオどっこいイベント
- 座・葉隠公演
- 順ちゃん笑劇場
- 成田時代絵巻行列（司会）- 司会
- 南風かおる65周年公演
- 漫才Wしんごの会
- 由利徹50周年公演
- 劇団KⅢ公演レギュラー
- 石井均新宿笑劇場レギュラー
- 三河家桃太郎座長公演(三吉演芸場)
- 朝丘雪路、桂三枝公演(新宿コマ。梅田コマ。御園座。他巡業

## CM
- ロート製薬
- アサヒビールマルエフ
- サントリーセサミン
- マクドナルド
- ケンタッキーフライドチキン　他